# 24 avril 2007
Le mardi 24 avril 2007 est le 114e jour de l'année 2007.

## Décès
- József Madaras (né le 16 août 1937), acteur hongrois
- Julie Akofa Akoussah (née le 12 avril 1950), chanteuse togolaise
- Marko Župančič (né le 1er septembre 1914), architecte slovène
- Roy Jenson (né le 9 février 1927), acteur américain

## Événements
- Espace : annonce, par l'équipe de Stéphane Udry, de l'Observatoire de Genève, de la découverte de Gliese 581 c, première exoplanète située dans la zone habitable de son étoile, Gliese 581, à 20,5 années-lumière du Soleil. Il s'agit de la première exoplanète jamais découverte offrant des conditions compatibles avec l'apparition de la vie.
- France : le candidat François Bayrou, arrivé troisième du premier tour de l'élection présidentielle avec 18,5 % des voix, annonce qu'il ne donne pas de consigne de vote pour le second tour.
- Turquie : à la suite des manifestations des mouvements kémalistes, le premier ministre Recep Tayyip Erdoğan se désiste de la candidature présidentielle au profit de son ministre des Affaires étrangères Abdullah Gül.
- Attaque des champs pétrolifères d'Abole en Éthiopie
- Sortie de l'album Because of You du groupe Ne-Yo
- Découverte de l'étoile Gliese 581 d
- Sortie de l'album Hudson River Wind Meditations de Lou Reed
- Première diffusion de la campagne caritative Idol Gives Back
- Sortie de l'album In Sorte Diaboli de Dimmu Borgir
- Sortie du jeu vidéo online Le Seigneur des anneaux
- Création de la réserve naturelle régionale des gorges du Gardon
- Début de la série télévisée iranienne Rahe Bipayan
- Sortie de la chanson Signal Fire du groupe Snow Patrol
- Publication du roman Vision